# Belpberg
Belpberg es una localidad y antigua comuna suiza del cantón de Berna, situada en el distrito administrativo de Berna-Mittelland. 
Hasta el 31 de diciembre de 2009 situada en el distrito de Seftigen. Y desde el 1 de enero de 2012 parte de la comuna de Belp.

## Geografía
La localidad se encuentra situada en la frontera de la región de la meseta suiza de los prealpes berneses, en el valle de los ríos Gürbe y Aare. La antigua comuna limitaba al oeste, norte y noreste con la comuna de Belp, al sureste con Gerzensee, al sur con Gelterfingen, y al oeste con Toffen.

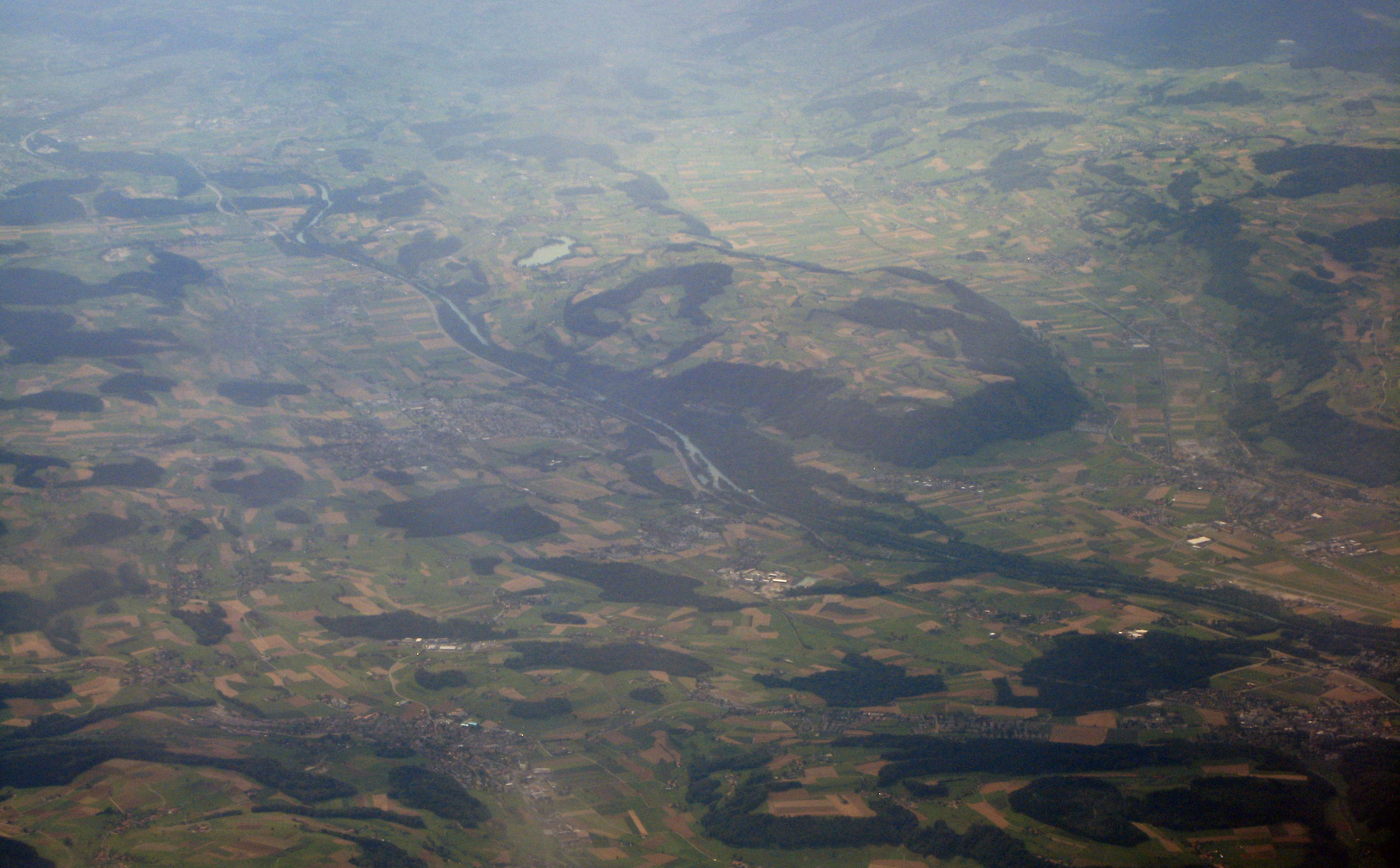
Vista aérea del área.